# Lasiopogon aldrichii
Lasiopogon aldrichii är en tvåvingeart som beskrevs av Axel Leonard Melander 1923. Lasiopogon aldrichii ingår i släktet Lasiopogon och familjen rovflugor. Inga underarter finns listade i Catalogue of Life.